# Shanti
Xanti (lit. paz interior), no hinduísmo, era a filha do rixi Cardama e a esposa do sacerdote Atarvã.